# Balbin
Balbin, Decimus Caelius Calvinus Balbinus (ur. ok. 178, zm. 238) – rzymski polityk, obwołany cesarzem Rzymu w 238 roku razem z Pupienem. Obaj zginęli zamordowani po 3 miesiącach, władali wspólnie 99 dni.

## Rządy
Balbin był członkiem bogatej rodziny arystokratycznej. Dwukrotnie sprawował konsulat. Brakowało mu doświadczenia wojskowego. Zarządzał jako namiestnik różnymi prowincjami. Wiosną 238 został wybrany razem z Pupienem przez senat na cesarza. Pupien wyruszył przeciw Maksyminowi, który oblegał Akwileję, a Balbin mający wtedy 60 lat zajmował się organizacją pomocy.
W czasie nieobecności Pupiena w stolicy wybuchły zamieszki i doszło do walk między ludnością miasta a pretorianami. Balbin nie był w stanie zapanować nad sytuacją. Uspokojenie przyniósł dopiero powrót zwycięskiego Pupiena, któremu podporządkowały się wojska Maksymina, po zabiciu go przez własnych żołnierzy.
Latem 238 podczas igrzysk kapitolińskich pretorianie niespodziewanie uderzyli na cesarski pałac w Rzymie i zabili obu cesarzy. Panowanie Balbina i Pupiena trwało 99 dni.